# Carta de Jeremies
La Carta de Jeremies és un llibre deuterocanònic de l'Antic Testament. En la Bíblia católica és el capítol sisè del llibre de Baruc (també aquest deuterocanònic). En la Bíblia ortodoxa és un llibre independent. Per als jueus i per a les comunitats protestants no és part del cànon de la Bíblia, perquè no es coneix el llibre en hebreu.

## Autor
L'encapçalament de la carta diu que es tracta de una carta que va escriure el profeta Jeremies (Bar 6, 1), i que la va escriure en el temps de la deportació de Babilonia.
La crítica actual, però, considera que es tracta de un cas de pseudo-epigrafia, ja que la teologia i la qualitat literària del text no corresponen les de Jeremies. Avui en dia es considera que l'autor és un jueu hel·lenista que viu fora de Palestina, i que afronta la situació del seus companys que, com els hebreus al temps de la deportació, sentien la temptació de passar-se al culte dels déus estrangers.

## Text
El text més antic que es coneix de la Carta és en grec. Molts estudiosos, basant-se en l'estudi del llenguatge, creuen que el text original era l'hebreu o l'arameu, dels quals el grec seria una traducció. No obstant, és necessari deixar clar que no s'ha trobat fins avui cap copia en alguna d'aquestes llengües.

## Data de composició
Segons el text, va ser composta quan els jueus estaven per eixir deportats a Babilonia (cf. Bar 6, 1). El que no es diu en quina de les tres deportacions; segurament es refereix a la primera (597 aC) o a la segona (587 a.C.) 
Ara bé, la datació del text depèn totalment de la resposta que es doni sobre l'autor i la llengua original del text. Pareix clar que ha de ser anterior a l'any 100 aC (perquè s'ha trobat una copia de la Carta en la cova 7 de Qumram). D'altra banda, conté texts del Deutero-Isaies, així que no podria ser anterior al 540. Pot ser que la conversió dels 70 anys de Jeremies (cf. Jer 25, 12) en 70 generacions (que serien uns 280 anys) vullga dir que la data de la escritura siga cap a l'any 300 aC (uns 280 anys després de l'exili).

## Contingut
El tema de la carta és la idolatria. En l'estil del llibres sapiencials, ridiculitza les divinitats paganes i a tots aquells que els donen culte. Aquestes son ferro, fang i metals preciosos, formats pels mateixos homes que després els demanen favors.
Després d'una introducció a la circumstància ideal de la carta, que és el poble jueu en mig de un poble que adora als ídols (Bar 6, 1-7) la carta es desenvolupa en nou estrofes (marcades, al final de cadascuna, per una pregunta retòrica o una invitació a non tenir temor dels ídols) i una conclusió (Bar 6, 69-72) que invita l'home just a no deshonrar-se amb els ídols.